# Krystian Zalewski
Krystian Zalewski (ur. 11 kwietnia 1989 w Drawsku Pomorskim) – polski lekkoatleta, specjalizujący się w biegu na 3000 metrów z przeszkodami oraz biegach ulicznych.
Do 2014 r. jego największym osiągnięciem był brązowy medal młodzieżowych mistrzostw Europy (Kowno 2009). Rok wcześniej zajął 7. miejsce podczas rozegranych w Bydgoszczy mistrzostw świata juniorów. W 2010 był 107. w biegu seniorów podczas przełajowych mistrzostw świata oraz zajął 18. miejsce drużynowo. Dwunasty zawodnik drużynowych mistrzostw Europy w lekkoatletyce w biegu na 3000 metrów (Sztokholm 2011). Rok później zajął 7. miejsce w biegu na 3000 metrów z przeszkodami podczas mistrzostw Europy. W 2013 zajął 55. miejsce w biegu seniorów podczas mistrzostw świata w biegach przełajowych. Wielokrotny mistrz Polski juniorów na różnych dystansach, medalista seniorskich mistrzostw kraju.
Podczas Mistrzostw Europy w 2014 roku zdobył srebrny medal w biegu na 3000 metrów z przeszkodami po dyskwalifikacji Mahiedine Mekhissi-Benabbada.
W 2019 roku biegacz wystartował z powodzeniem w półmaratonie (2. miejsce w półmaratonie w Gdyni 62:34, 3. w Poznaniu 62:59) i mistrzostwach Polski wygrywając na trzech dystansach: 3000 m z przeszkodami, 5000 m i 10 000 metrów.
W 2020 roku wziął udział w mistrzostwach świata w półmaratonie, które odbyły się w Gdyni, osiągając wynik 1:01:32 i ustanawiając nowy rekord Polski.

## Rekordy życiowe
- bieg na 800 metrów – 1:51,39 (2009)
- bieg na 1500 metrów – 3:44,02 (2010)
- bieg na 3000 metrów z przeszkodami – 8:16,20 (2014) - 5 wynik all time
- bieg na 3000 metrów – 7:58,38 (2016)
- bieg na 5000 metrów – 13:45,94 (2015)
- bieg na 5 kilometrów – 13:49 (2020) - 2 wynik all time
- bieg na 10 000 metrów – 28:39,95 (2019)
- bieg na 10 km - 28:54 (2022)
- półmaraton – 1:01:32 (2020) rekord Polski
- maraton – 2:10:14 (2021) 7. wynik w polskich tabelach historycznych